# Ptisana
Ptisana es un género de helechos de la familia Marattiaceae. Comprende 38 especies descritas y de estas, solo 20 aceptadas.

## Taxonomía
El género fue descrito por Andrew Gabriel Murdock y publicado en Taxon 57(3): 744. 2008. La especie tipo es: Marattia alata Sw.

## Especies aceptadas
A continuación se brinda un listado de las especies del género Ptisana aceptadas hasta julio de 2015, ordenadas alfabéticamente. Para cada una se indica el nombre binomial seguido del autor, abreviado según las convenciones y usos.	
- Ptisana attenuata
- Ptisana costulisora
- Ptisana fraxinea
- Ptisana grandifolia
- Ptisana howeana
- Ptisana kingii
- Ptisana koordersii
- Ptisana melanesica
- Ptisana novoguineensis
- Ptisana obesa
- Ptisana oreades
- Ptisana pellucida
- Ptisana platybasis
- Ptisana purpurascens
- Ptisana rigida
- Ptisana rolandi-principis
- Ptisana salicina
- Ptisana sambucina
- Ptisana smithii
- Ptisana squamosa
- Ptisana sylvatica
- Ptisana ternatea